# Partizanski zločini u Gračanima
Termin Partizanski zločini u Gračanima odnosi se na događaje u Gračanima kod Zagreba u svibnju 1945. godine, nakon završnih borbi za oslobođenje Zagreba u Drugom svjetskom ratu, a koji uključuju smrt većeg broja osoba. Ovi događaji, kao i identitet i status svih žrtava te točne okolnosti njihove smrti, predmet su različitih tumačenja i kontroverzi u hrvatskoj javnosti i historiografiji. Službena komemoracija i spomen-obilježje podignuto 2015. godine u Gračanima tretiraju ove događaje kao komunističke zločine nad ratnim zarobljenicima i civilima koje su počinili pripadnici Jugoslavenske armije (JA) nakon 10. svibnja 1945.
Interpretacije događaja se značajno razlikuju. Dio autora i publicista, posebice iz kruga tzv. "žrtvoslovne literature" (npr. Milan Marušić, član Komisije za utvrđivanje žrtava rata i poraća pri Hrvatskom saboru), tvrdi da se radilo o masovnim i višednevnim likvidacijama stotina (neki navode i do 806) pripadnika poraženih snaga NDH, njemačkih vojnika, ali i civila, ranjenika, pitomaca Domobranske vojne škole te pripadnika Časne radne službe, nakon završetka oružanih okršaja. Za ove tvrdnje, kako se navodi u nekim analizama, često se ne pružaju konkretni ili vjerodostojni dokazi koji bi potkrijepili sve aspekte iznesenih teza.
Nasuprot tome, povjesničar Ivo Goldstein u knjizi Zagreb 1941. - 1945. i kasnijim izjavama iznosi tumačenje prema kojem su u gračanskim grobnicama pretežno pokopani pripadnici oružanih snaga NDH i Nijemaca te pripadnici JA poginuli u međusobnim okršajima oko 9. svibnja i kasnijih dana na obroncima Medvednice. Prema Goldsteinu, "vjerojatno" su u njih pokapani i civili koje su ustaše ubijali dok su se povlačili, te je "moguće i da su neki ustaše bili streljani po zarobljavanju". On osporava teze o sustavnim masovnim likvidacijama zarobljenika dovođenih iz različitih zagrebačkih zatvora, ocjenjujući interpretacije komemoracija koje impliciraju takav scenarij kao "običan falsifikat" koji borbu protiv ustaških jedinica Rafaela Bobana pretvara u priču o "navodnim komunističkim zločinima".
Ekshumacije na području Gračana započete su 2012. godine, kada su pronađeni ostaci 134 osobe, a nastavljene su 2018. godine s pronalaskom daljnjih posmrtnih ostataka. Prema rezultatima recentnog medicinskog vještačenja dijela ekshumiranih, utvrđeno je da su neke od pokopanih osoba bile maloljetne u trenutku smrti, što upućuje na mogućnost da se među stradalima nalaze i nevine žrtve zločina. Istovremeno, ističe se problematičnost činjenice da su te žrtve pronađene u zajedničkim grobnicama s ostacima osoba čiji identitet i okolnosti stradanja nisu u potpunosti razjašnjeni, a za koje se pretpostavlja da bi mogle uključivati i pripadnike okupacijskih i kvislinških snaga stradalih u borbama.

## Okolnosti navodnih zločina
Od 8. do 10. svibnja na tome se području vodila dvodnevna borba između partizanskih snaga i ustaško-njemačkih snaga koji su bježale iz Zagreba. Povlačeći se u koloni, ušli su u žestok sukob s partizanskim jedinicama na području Bukovačke ceste, Markuševca i Gračana, zagrebačkih naselja koja se nalaze na obroncima Medvednice. Prema izvještaju Zemaljske komisije za ratne zločine, ustaške su jedinice pod zapovjedništvom Rafaela Bobana prilikom ovog povlačenja počinile ratne zločine, konkretno pljačku i nekoliko ubojstava lokalnih civila, posebice na području Markuševca (naselje Bačun). Broj poginulih u borbama 8. – 10. svibnja 1945. do danas nije sa sigurnošću utvrđen, no prema nekim izvorima iznosio je 80-95 poginulih iz redova HOS-a i njemačke vojske, te 15-20 poginulih vojnika Jugoslavenske armije. Prema drugom izvješću, gubitci JA u borbama na Medvednici iznosili su čak 78 poginulih i 370 ranjenih. 
Nakon završetka bitke, 11. svibnja, štab VI. ličke proleterske divizije „Nikola Tesla" pod zapovjedništvom generala Đoke Jovanića obavijestio je o predaji njemačke 42. pješadijske divizije (oko tri tisuće ljudi), dok su se ‘ustaške jedinice odbile predati, te da se nalaze u šumi Medvednica’. Brigadama je stoga naređeno čišćenje Medvednice i okolnog područja.  U narednim su danima uništene preostale skupine osovinskih vojnika, a zarobljenici su pretežno likvidirani na nekoliko lokacija, od kojih su neke obilježene nakon raspada Jugoslavije (npr. Obernjak, Zlodijev breg, Zdenčec, Bjelčenica). Lokalne su službe prema nalogu Mjesnog narodnooslobodilačkog odbora Gračani krajem svibnja 1945. u dvadesetak grobnica pokopale ukupno 806 osoba, od čega se u njih 23 novodi da su bile žrtve ustaša (uglavnom lokalci ubijeni pri povlačenju ustaša preko Medvednice), a ostali su prema svemu sudeći bili pripadnici HOS-a i njemačkog Wehrmachta (poginuli ili likvidirani nakon zarobljavanja), ali je među tijelima bio i određeni broj vojnika Jugoslavenske armije poginulih u borbama 8. – 10. svibnja.
Povjesničar Ivo Goldstein u svojoj knjizi Zagreb 1941. - 1945. te u kasnijoj izjavi za tjednik Novosti iznio je svoje tumačenje događaja i stradalih na području Gračana u svibnju 1945. godine. Prema navodima iz knjige, Goldstein smatra da su u Gračanima pokopani pripadnici oružanih snaga Nezavisne Države Hrvatske (NDH) i njemačkih postrojbi, kao i pripadnici Jugoslavenske armije (JA) poginuli u borbama 9. svibnja 1945. i kasnijih dana na obroncima Medvednice. Goldstein piše: "Oni koji su tih dana stradali u ‘obračunu s narodnim neprijateljem’ u načelu su bili pokapani od strane jedinica koje su vršile likvidacije". 
U izjavi za Novosti, Goldstein je komemoraciju održanu u Gračanima ocijenio kao "običan falsifikat". Prema njegovom mišljenju, stvarni događaji, koje opisuje kao progon ustaških jedinica pod zapovjedništvom Rafaela Bobana (kojeg Goldstein naziva "ustaškim monstrumom") od strane oslobodilačkih partizanskih snaga, pogrešno se prikazuju kao "navodni komunistički zločini" nad "nevinim Hrvatima". Goldstein iznosi pretpostavku da su u otkrivenim grobnicama "očigledno pokapani zajedno i ustaše i partizani". Dodaje kako je "vjerojatno" da su u njih pokapani i civili koje su ustaše ubijali tijekom povlačenja, te da je "moguće i da su neki ustaše bili streljani po zarobljavanju". Ističe kako se ne može znati točan broj žrtava iz svake od navedenih skupina. Zaključno, Goldstein tvrdi da "nema nikakve vjerodostojne informacije da su na gračanski prostor dovođeni ljudi iz različitih zagrebačkih zatvora na likvidacije".

## Prva iskapanja 2012. i 2013. godine
Ured za pronalaženje obilježavanje i održavanje grobova žrtava komunističkih zločina nakon Drugog svjetskog rata započeo je u listopadu 2012. godine prva otkopavanja. Povodom početka istraživanja, taj je Ured za javnost izvijestio da će od velike pomoći biti izvještaj mjesnog zdravstvenog inspektora Miroslava Haramije, koji je uz suradnju preko šest stotina mještana Gračana i obližnjih sela organizirao pokapanje (izvan prostora groblja, u 17 neoznačenih grobišta čije su se lokacije poslije držale u tajnosti) tvrdeći da se tamo nalaze 783 žrtve koje su komunistički egzekutori ostavili nepokopanima.
U travnju 2012. je iz grobišta na Obernjaku ekshumirano prvih 36 žrtava, za koje se smatra da je riječ o dijelu pacijenata iz lječilišta za plućne bolesti Brestovac na Medvednici, koje je djelovalo u vrijeme Drugog svjetskog rata kao vojno lječilište NDH, odakle je odvedeno između 170 i 210 pacijenata i članova bolničkog osoblja, nakon što su lječilište zauzele postrojbe Jugoslavenske armije odmah po okončanju II. svjetskog rata. Žrtve su ubijene hitcima iz vatrenog oružja u glavu. U listopadu 2012 su na Krivićevom brijegu pronađeni posmrtni ostatci 30 žrtava. Potvrđeno je da pripadaju polaznicima Domobranske škole koji su tada bili na pragu punoljetnosti. Svima su ruke bile vezane žicom, te se može ustanoviti da su ubijeni strijeljanjem.
U svibnju 2015. godine otkriveno je u Gračanima spomen-obilježje "Gračani-Banjaluka", u spomen na 134 do tada ekshumirane žrtve komunističkog režima ubijene u svibnju 1945. godine na istraženim lokacijama "Banjaluka", "Zlodijev breg" i "Peščenka" na području Gračana.

## Nastavak rada na istraživanju grobišta
2017. godine je prigodom radova na infrastrukturi na području Parka prirode Medvednica provjereno nalaze li se na trasi iskapanja grobišta, te je utvrđeno da na tom pravcu nema ljudskih ostataka.
U travnju 2018. godine je Ministarstvo hrvatskih branitelja RH ponovo pokrenulo ekshumacije na područjima za koje se smatralo da ima ljudskih ostataka. U iskapanjima koja su trajala od 9. travnja do 21. lipnja 2018. godine ekshumirani su posmrtni ostaci najmanje 265 osoba: njih 40 na lokaciji Obernjak, 24 osobe na lokaciji Gračani-Banjaluka, 99 osoba na lokaciji Pešćenka, 35 osoba na lokaciji Zlodijev breg i 67 osoba na lokaciji Zdenčec.

## Vanjske poveznice
- Članak u HIC-u: "U Gračanima čak 17 partizanskih stratišta  Arhivirana inačica izvorne stranice od 5. ožujka 2016. (Wayback Machine)"
- Brošura "Dani sjećanja na žrtve komunističkih zločina u Gračanima 1945. godine", svibanj 2009.
- "Partizanska i komunistička represija i zločini u Hrvatskoj, 1944. - 1946. DOKUMENTI: Zagreb i Središnja Hrvatska", dokumenti na str. 397-398 i 410-411, Hrvatski institut za povijest, 2008.
- "Tajna grobnice u cintoriju gračanske crkve", Višnja Starešina (prema osobnom iskustvu kada je radila u uredu za istraživanje grobnica žrtava komunizma), "Slobodna Dalmacija", 25. kolovoza 2019.